# Tom Heyman
Tom Heyman, född 7 december 1939 i Bromma församling i Stockholm, är en svensk politiker (före detta representant för Vägvalet, dessförinnan Moderaterna), som var riksdagsledamot för Moderaterna 1988–2002. Han är bosatt i Göteborg.
Efter 32 år som moderat och 14 år i riksdagen, 1988–2002, lämnade Tom Heyman Moderata samlingspartiet i juni 2002 och satt återstående månader till valet i september 2002 kvar i riksdagen som politisk vilde, dock under den period då riksdagen hade sommaruppehåll.
I folkomröstningen om euro 2003 var Heyman aktiv i Medborgare mot EMU - en borgerlig sammanslutning mot euron. Tom Heyman var sjätte namn på Junilistans valsedel i valet till EU-parlamentet men meddelade i Göteborgsposten den 24 november 2005 att han skulle lämna Junilistan i protest mot Nils Lundgrens toppstyrning av partiet.
Heyman har därefter engagerat sig i det lokala partiet Vägvalet i Göteborgs kommun. Vid valet 2010 blev han invald i Göteborgs kommunfullmäktige. Den 6 oktober 2017 lämnade Heyman uppdraget som kommunfullmäktigeledamot, samt även sitt medlemskap, styrelseplats och vice partiledarpost i Vägvalet.